# 島脇信也
島脇 信也（しまわき しんや、1983年5月12日 - ）は、滋賀県出身の元プロ野球選手（投手）。

## 来歴
近江高校時代では変化の大きなカーブを武器に竹内和也（元西武ライオンズ）らと投手陣を支え、2001年の第83回全国高等学校野球選手権大会に出場、準優勝を果たす。同年のドラフト会議で、オリックスから4巡目位指名を受け入団した。
しかしオリックス入団後は一軍登板がなく、2004年10月7日に戦力外通告を受け、わずか3年で退団となった。
2025年3月10日には同月末に退任する恩師の近江高校監督の多賀章仁の記者会見に同校の先輩・村西辰彦と共にサプライズで出席し、花束を贈呈している。

## 人物
高校の先輩に元楽天の木谷寿巳がおり、実家も2軒隣にある。

## 詳細情報

### 年度別投手成績
- 一軍公式戦出場なし

### 背番号
- 61 （2002年 - 2004年）